# Corbuliporina crepida
Corbuliporina crepida is een mosdiertjessoort uit de familie van de Cribrilinidae. De wetenschappelijke naam van de soort is voor het eerst geldig gepubliceerd in 2010 door Vieira, Gordon, Souza & Haddad.